# Nefermaat
Nefermaat war der Wesir des altägyptischen Königs Snofru (4. Dynastie). Er war vielleicht auch dessen Sohn.

## Familie

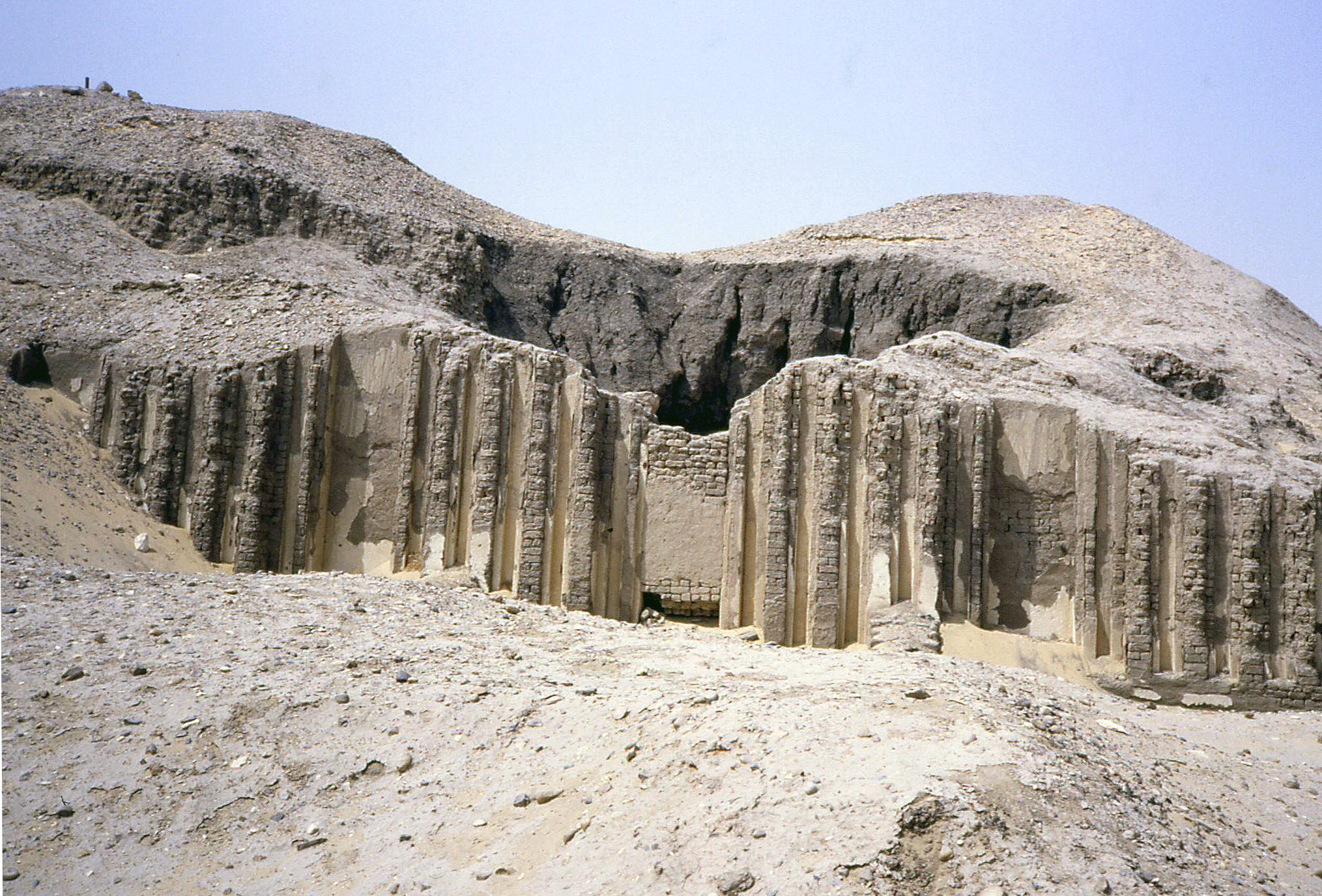
Mastaba des Nefermaat

Nefermaat war verheiratet mit einer Frau namens Itet. Das Paar hatte fünfzehn bekannte Kinder, unter denen ein Sohn namens Hemiunu besonders hervorsticht. Unter Snofrus Nachfolger Cheops bekleidete er hohe Ämter und war wohl verantwortlich für den Bau der Cheops-Pyramide. Die restlichen Kinder Nefermaats sind nur durch Darstellungen in dessen Grab bekannt. Es handelt sich um drei Töchter namens Djefatsen, Isesu und Pageti sowie elf weitere Söhne namens Isu, Teta, Itisen, Chentimeresch, Inkaef, Serfka, Wehemka, Schepseska, Kachent, Ancherscheretef und Ancherfenedjef.

## Tätigkeit

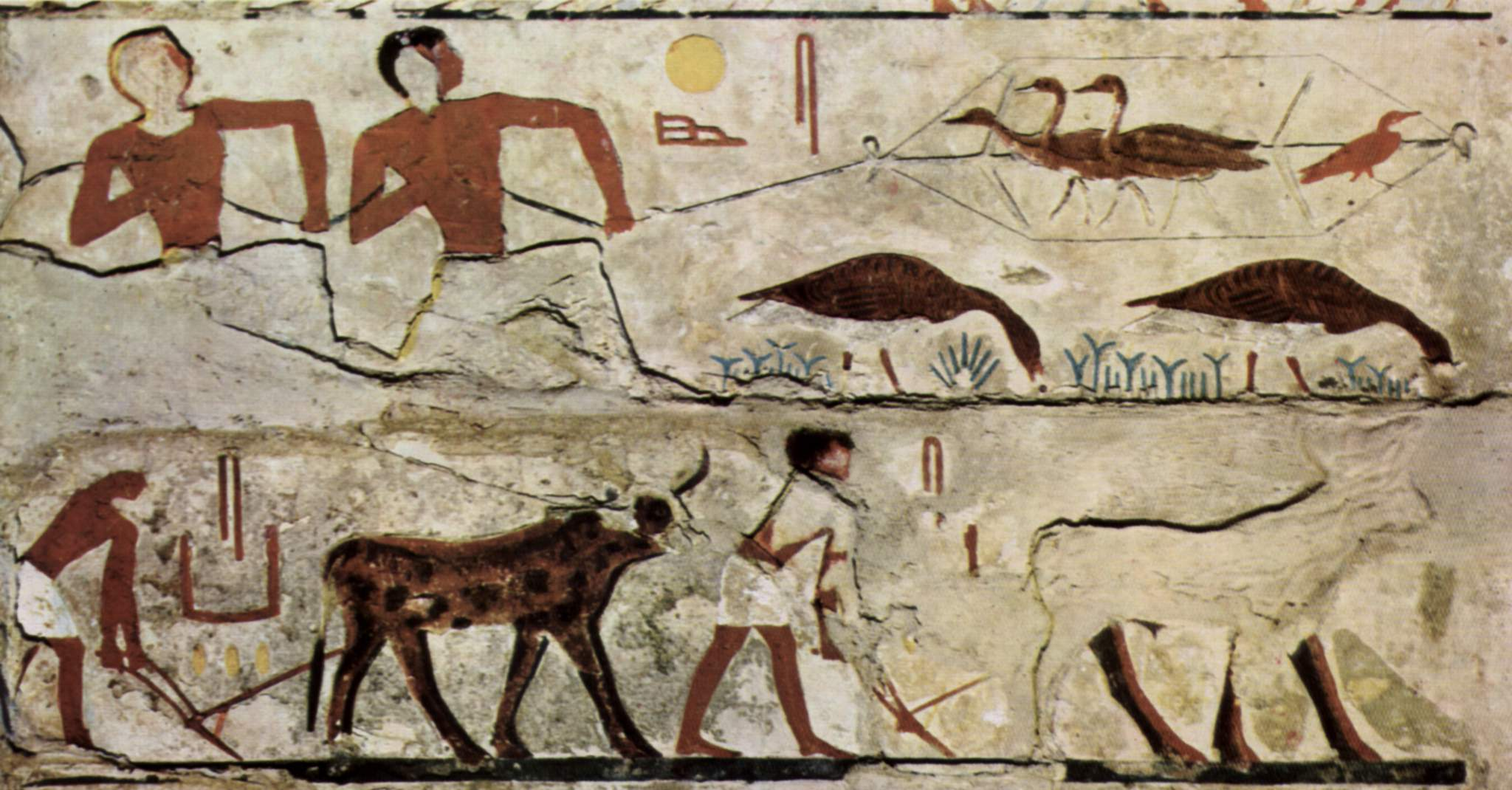
Pastenrelief aus dem Grab des Nefermaat; Kapelle der Itet

Nefermaat ist vor allem von seiner großen Mastaba in Meidum bekannt, in der er mit seiner Gemahlin Itet begraben wurde. Nefermaat führte auch den Titel eines „Vorstehers aller königlichen Bauarbeiten“ und war somit wohl auch Baumeister der Meidum-Pyramide.
Die beiden Kulträume der Mastaba haben besondere Bekanntheit durch die Technik ihrer Dekoration erlangt. Ein Großteil der Inschriften und Darstellungen sind in den Stein geschnitten und wurden dann mit einer Farbpaste ausgefüllt. Nefermaat kommentiert selbst in seinem Grab zu dieser Technik: „Er machte seine Mastaba in dieser unverwüstlichen Schrift“.

## Die „Gänse von Meidum“
Ein Teil des Kultraumes der Itet ist ausgemalt worden, von hier stammen die berühmten „Gänse von Meidum“. Es handelt sich hierbei um ein 162 cm langes und 24 cm hohes Fragment aus bemaltem Stuck, das sich heute im Ägyptischen Museum in Kairo befindet. Es zeigt sechs Gänse, die in zwei voneinander wegblickenden Gruppen angeordnet sind. Die beiden äußeren Tiere sind Waldsaatgänse (Anser fabalis), das Paar auf der linken Seite zeigt Blässgänse (Anser albifrons) und das auf der rechten Seite bildet Rothalsgänse (Branta ruficollis) ab. Das Besondere an dieser Malerei ist nicht nur ihre äußerst detailreiche und naturgetreue Wiedergabe der Vögel, sondern auch ihre Einmaligkeit in ganz Altägypten. Während sich Darstellungen von Blässgänsen auch noch an einigen anderen Orten finden, sind Darstellungen von Waldsaat- und Rothalsgänsen nur aus diesem Grab bekannt.
Allerdings wurde der Verdacht geäußert, dass die „Gänse von Meidum“ laut Francesco Tiradritti, Archäologieprofessor an der Universität Enna, eine Fälschung des 19. Jahrhunderts sein könnten. Als Hinweise auf eine Fälschung dienen laut Tiradritti:
- Die Waldsaatgans und die Rothalsgans waren in Ägypten nicht heimisch und haben ihre Überwinterungsgebiete stattdessen in Spanien und der Türkei.
- Es lassen sich Spuren einer Übermalung nachweisen, das ursprüngliche Wandgemälde war mit bläulicher Farbe neu grundiert und anschließend umdekoriert worden.
- Die für die für altägyptische Kunst typische Bedeutungsperspektive fehlt: alle Vögel sind gleich groß dargestellt.
- Die Art der Übermalung von später entstandenen Sprüngen und Rissen im Malgrund passt nicht zur Epoche, in der das Kunstwerk entstanden sein soll.

Als Fälscher vermutet Tiradritti den angeblichen Entdecker Luigi Vassalli, da sich an einer anderen Stelle des Grabes im selben modernen, plastischen Stil und Erhaltungszustand gezeichnet ein Korb und ein Geier nebeneinander befinden, die in symbolischer Form in der ägyptischen Hieroglyphenschrift die Lautwerte G und A besitzen, was wiederum die Initialen von Vasallis zweiter Frau Gigliati Angiola gewesen seien.
Tiradrittis Theorie rief Verwunderung und Empörung innerhalb der ägyptischen Museums- und Altertumsverwaltung hervor. Tarek Tawfik (Leiter des Grand Egyptian Museums), Mahmoud Alhalwagi (Leiter des Kairoer Museums) und Islam Ezzat (Restaurator des Kairoer Museums) verteidigen die Authentizität des Gänsefrieses und Tawfik führt an, dass die Waldsaatgans und die Rothalsgans sehr wohl das Fayum von Dahschur sowie die Nildeltaregion als Durchzugsgebiete genutzt hätten. Außerdem enthalte der obere Rand des Kunstwerkes Reste einer Vogeljagd-Szene, ein typisches Alltagsmotiv altägyptischer Grabmalereien. Ezzat wirft ein, dass eine sogenannte Elektronenspinresonanz-Datierung die Vorwürfe von Tiradritti entkräften könnte. Derlei Untersuchungen stehen allerdings noch aus.